# Шартрез (ликёр)
Шартре́з (шартрёз, от фр. Chartreuse) — французский ликёр, изготавливаемый монахами картезианского ордена в винных погребах Вуарона в Изере, на границе горного массива Шартрёз (фр. Massif de la Chartreuse) в Предальпах.

## Виды
Существуют 3 основных вида шартреза:
- Зелёный шартрез: обладает уникальным цветом, благодаря настою из 130 трав, входящему в его состав (в основном, зелёный пигмент — это хлорофилл). Крепость напитка — 55 %. Его употребляют со льдом после еды, в качестве дижестива или в коктейлях.
- Жёлтый шартрез: изготовлен с применением тех же растений, что и зелёный, но в других пропорциях, он — более сладкий и менее крепкий (крепость — 40 %). Пигмент, определяющий цвет напитка — шафран.
- Растительный эликсир Гранд-Шартрез: изготовлен в соответствии с оригинальным рецептом, разработанным в 1605 году, его крепость — 69 %. Употребляется в грогах, настойках или на кусочке сахара.

Также есть особые виды шартреза:
- Шартрез V.E.P. (Vieillissement Exceptionnellement Prolonge): изготовлен по тому же рецепту и тем же секретным формулам, что и традиционный Шартрез, но с особо длительной выдержкой в дубовых бочках, благодаря чему достигается исключительное качество. Шартрез V.E.P. существует в двух вариантах — Зелёный (54 %) и Жёлтый (42 %), разливается в пронумерованные бутылки, дизайн которых копирует образцы 1840 года, а крышка заливается воском. Шартрез V.E.P. впервые появился на рынке в 1963 году.
- Ликёр 900-летия: был создан в 1984 году в честь 900-летия основания монастыря Гранд-Шартрёз, этот напиток (крепостью 47 %) по своим качествам такой же, как и зелёный шартрез, но более сладкий. Он был представлен в юбилейных пронумерованных бутылках объёмом 70 сантилитров, такие бутылки использовались в XIX веке.
- Шартрез 1605: Чтобы отметить 400-летие передачи манускрипта с описанием рецепта картезианцам, монахи возродили «ликёр из эликсира» (56 %), более близкий к первому зелёному шартрезу, с более насыщенным вкусом.

## История
По легенде, в 1605 году французский маршал Франсуа-Аннибаль д’Эстре передал в картезианский монастырь Гранд-Шартрёз, расположенный недалеко от Гренобля, загадочный манускрипт с описанием «эликсира долголетия».
Будучи слишком сложным, долгое время рецепт не использовался, пока не стал предметом для работ монастырского аптекаря Жерома Мобека (Gérome Maubec). В 1737 году монастырь Гранд-Шартрёз стал производить эликсир для лечебных целей и продавать его в ограниченных количествах жителям близлежащих Гренобля и Шамбери, где он быстро стал популярным. Этот эликсир продаётся и в наши дни под названием Elixir Vegetal de la Grande Chartreuse («Растительный эликсир Гранд-Шартрёз»).
Начав с эликсира, монахи разработали дижестив с оригинальным вкусом, а в 1764 году начались продажи зелёного шартреза, сделанного по оригинальному рецепту и продававшегося под названием «ликёр здоровья».

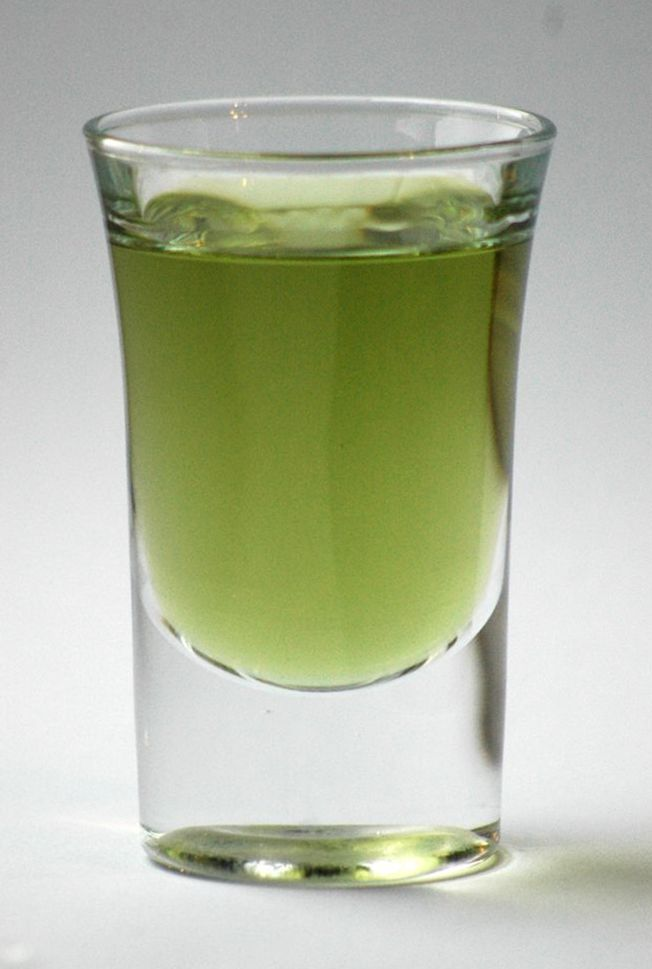
Характерный цвет шартреза

В 1793 году, во время Французской революции, монахи были разогнаны. Производство было приостановлено, но рецепт удалось сохранить в секрете. Затем, преследуемые и гонимые, монахи передавали его друг другу. Последний из них, брат Базиль Нантас (Basile Nantas), находясь в тюрьме в Бордо и опасаясь распада ордена, доверил рецепт гренобльскому фармацевту Лиотару. В соответствии с существовавшим тогда императорским рескриптом «о тайных снадобьях», рецепт был передан в министерство внутренних дел Наполеона I, а затем опять вернулся к фармацевту с пометкой «отказано», так как государство сочло производство лечебных средств по этому рецепту нецелесообразным. После смерти Лиотара рецепт вернулся в монастырь Гранд-Шартрёз, который в 1816 году восстановили монахи. И производство продолжилось.
Жёлтый шартрез впервые начал продаваться в 1838 году как более мягкая разновидность ликёра. Жёлтый шартрез стал более популярен, чем зелёный, и приобрёл в народе славу короля среди ликёров. В 1860 году был открыт винокуренный завод неподалёку от монастыря. Тогда же начал выпускаться белый шартрез (крепостью 43% с 1860 по 1880 годы и 37% с 1880 по 1900 годы), производство которого было впоследствии прекращено.
Напитку придавалось и духовное значение. Участник Крымской войны Ж. Эрбе, описывая поход осени 1854 года к Севастополю в сильной опасности холеры, описал свой обморок и Шартрез как последнее спасение: «Побуждаемый чувством, которое не могу объяснить, я машинальным движением вынул из своей небольшой священной ладанки, которая всегда при мне, флакон с эликсиром Гранд Шартрез, который обещал вам []родителям] взять с собою, и почти весь выпил его одним духом!.. Не знаю, что произошло в продолжении 5–10 следующих минут, но я встал, не чувствуя никакого недомогания, догнал свою роту».
Будучи снова изгнанными из Франции в 1903 году, картезианцы увезли с собой рецепт и открыли новое производство в Таррагоне (Испания), где они обосновались. Новый винокуренный завод был построен в нижней части города, около порта и вокзала. Ликёр выпускался с тем же именем и с такой же этикеткой, но на ней была добавлена надпись «ликёр, изготовленный в Таррагоне Отцами Картезианского Ордена». Этот ликёр получил во Франции прозвище «Таррагона».
Имущество картезианских монахов было конфисковано, и французское правительство неоднократно пыталось вновь открыть производство и воспроизвести рецепт, однако все попытки были неудачными, и в 1927 году предприятие оказалось на грани банкротства. Тогда местные бизнесмены выкупили его акции по очень низкой цене и отправили в подарок картезианским монахам в Таррагону, это позволило им вновь использовать название «шартрез» во Франции. Тем временем вернувшиеся картезианцы с негласного согласия правительства уже открыли в 1921 году производство в Марселе, где они изготавливали ликёр, который называли «Таррагона».
В 1935 году винокуренный завод был разрушен оползнем. Несмотря на закон об изгнании, применяемый против монахов, французское правительство привлекло военных инженеров, чтобы его восстановить в Вуароне, около погребов и распределительного склада, построенных монахами в 1860 году в 25 километрах от монастыря.
После Второй мировой войны французское правительство отменило закон об изгнании и монахи получили юридический статус французских жителей.
В 1989 году производство в Таррагоне было остановлено, и, начиная с этого момента, ликёр эксклюзивно производится в Вуароне.

## Как готовится шартрез
Вариант рецептуры шартреза приводится в ЭСБЕ:
Шартрез готовится так: в дистилляционную колбу помещают лужёное медное сито, содержащее 50 г мускусных зёрен, 30 г цейлонской корицы, 100 г померанцевых корок, 50 г фруктов померанца, 30 г кардамона, 150 г ирной травы, 125 г семян ангелики, 100 г хинных корок, 30 г семян сельдерея, 30 г белого имбиря, 30 г ямайского перца, 30 г гвоздики, 10 г чёрного перца, 250 г свежей лимонной мяты, 30 г ирного корня, 30 г мускатного цвета, 30 г корней ангелики, 125 г синего зверобоя, 25 г тонкинских бобов, 50 г мускатных орехов, 125[чего?] альпийского чернобыльника и, наконец, прибавляют 30 л спирта 96% и 10 л мягкой воды. Всё содержимое в дистилляционной колбе нагревается в продолжение 8 часов, причём отгоняемый спирт стекает вновь в колбу из обратно поставленного холодильника; затем содержимое колбы фильтруется с 200 г жжёной магнезии и по прибавлении 40 кг сахара разводится до 100 л.

## Современное производство

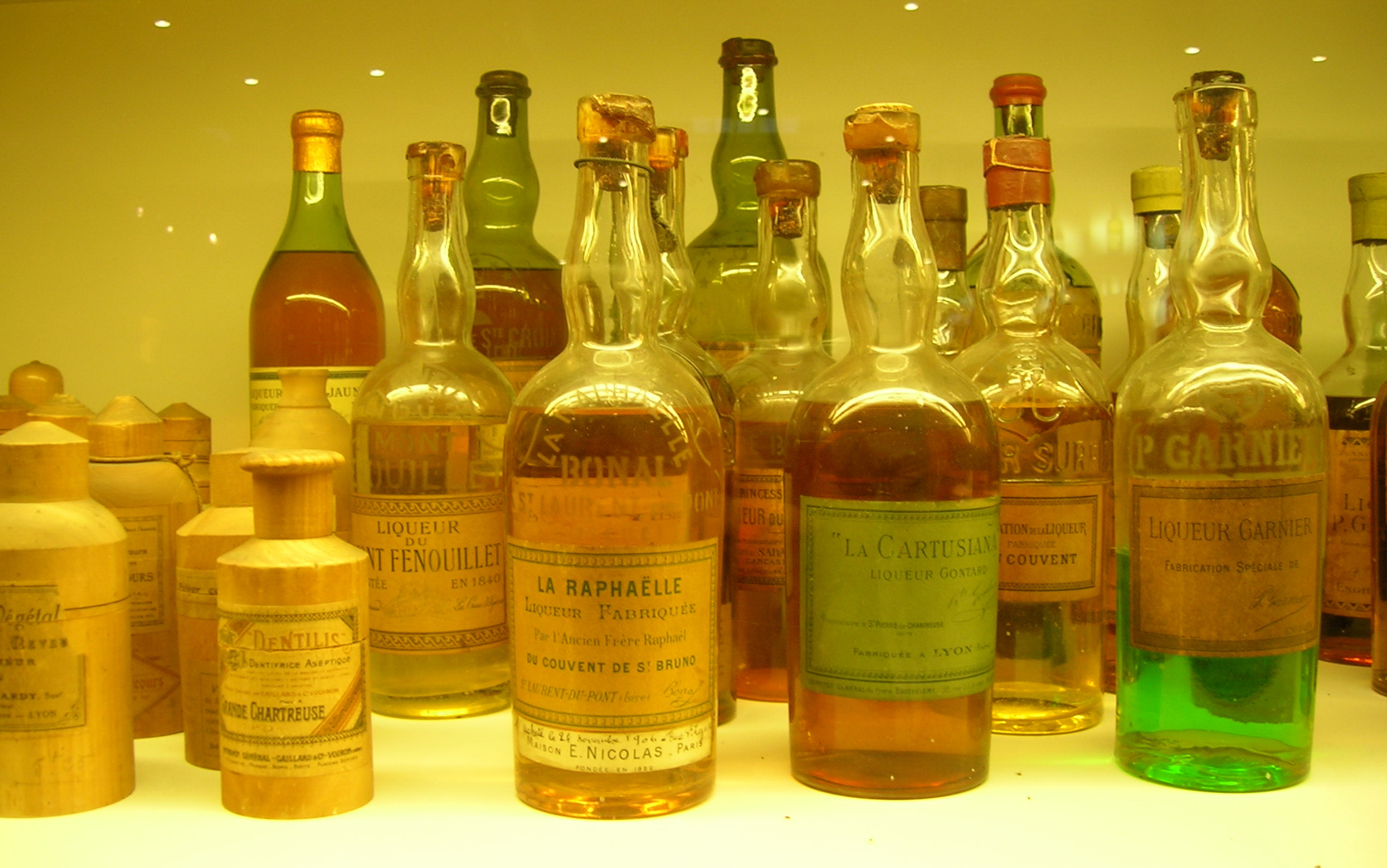
Многочисленные подделки шартреза, представленные посетителям подвалов в Вуароне

В наши дни ликёры производятся в Вуароне, с использованием смеси растений и трав, которую заготавливают 2 монаха монастыря Гранд-Шартрёз. Точный рецепт монахи хранят в секрете, он не может быть запатентован и позволяет сохранить монополию на производство напитков за картезианским орденом. Начиная с 1970 года права на производство и распространение ликёров монахи закрепили за обществом Chartreuse Diffusion.
Современные методы исследования не смогли точно определить загадочную формулу напитка, однако некоторые факты удалось узнать. В преобладающих количествах в экстракте содержится иссоп, он же является источником послевкусия.
Никакие искусственные добавки не входят в состав шартреза. Все 130 используемых трав сразу замачиваются в уже подготовленном винном спирте. В полученный экстракт добавляется мёд и сахарный сироп. Затем жёлтый и зелёный ликёры разливают и выдерживают в дубовых бочках.
Винокуренный завод и подвалы открыты для экскурсий. Также здесь производятся полынный ликёр, ликёр из грецких орехов, фруктовые ликёры и ликёр из корней горечавки.

## Коктейли и использование в кулинарии
Часто используемый как дижестив, шартрез стал компонентом большого числа коктейлей:
- Зелёное тепло: одна ложка зелёного шартреза в чашке горячего шоколада;
- Эпископаль: две части жёлтого шартреза и одна часть зелёного;
- Шаттл: одна часть жёлтого шартреза и одна часть виски;
- Шартрез тоник: одна часть шартреза на 9 частей тоника, подаётся в высоких стаканах со льдом;
- Апельсиновый шартрез: одна часть шартреза и 6 частей апельсинового сока, побольше льда;
- TNT (Tip’n’Top): одна часть зелёного шартреза, одна часть водки, три части Оранжины;
- Франция — Мексика: одна часть шартреза и одна часть текилы;
- Шартрез шампань: одна чайная ложка ликера «Шартрез», одна чайная ложка коньяка, 100 мл сухого шампанского, цедра лимона. Кусочек лимонной цедры выжимают и опускают в напиток.

Также Шартрез можно использовать в кулинарии, чтобы ароматизировать шоколад, блины, мороженое, а также некоторые блюда из птицы и рыбы.